# Mishaël Abia Lopes Cardozo
Mishaël Abia Lopes Cardozo (Laren, 1972) is een Nederlandse zwaardvechter, HEMA-instructeur, acteur, stuntman en ondernemer. Hij is oprichter van de Academie voor Middeleeuwse en Europese Krijgskunsten.
Als acteur heeft Cardozo rollen vertolkt in onder andere Richard the Lionheart: Rebellion, de serie Game of Thrones en de film Redbat. In 2019 speelde hij de rol van koning in Vikings. In 2024 vertolkte hij de rol van Scania in de bioscoopfilm Loverboy: Emoties uit.